# Eleccions generals de l'Uruguai de 1958
Les eleccions generals de l'Uruguai de 1958 es van celebrar el diumenge 30 de novembre del 1958, en una primera i única volta, amb la intenció d'escollir un nou president de la República Oriental de l'Uruguai, càrrec que, fins a la data, ocupava el cos col·legiat del Consell Nacional de Govern. També, segons aquest sistema, es van presentar els candidats a intendents municipals pels seus respectius departaments.
D'acord amb la Constitució de 1952, es van escollir els membres del Consell Nacional de Govern, òrgan executiu col·legiat de nou integrants. El Partit Nacional va aconseguir un triomf històric després de noranta anys de govern del Partit Colorado, obtenint-ne 6 llocs al CNG; les altres 3 van ser per al PC. Al costat de l'elecció del Poder Executiu col·legiat, es van votar els càrrecs dels 31 senadors i 99 diputats. El Partit Nacional en va obtenir 17 senadors i 51 diputats; el Partit Colorado, 12 senadors i 35 diputats; la Unió Cívica, 1 senador i 5 diputats; el Partit Comunista de l'Uruguai, 3 diputats; el PSU, 1 senador i 3 diputats; i la Unió Demòcrata Reformista, 2 diputats.
Simultàniament es van celebrar les eleccions dels dinou consells departamentals (governs municipals col·legiats) i de les corresponents Juntes Departamentals. En van resultar electes 17 del Partit Nacional i 2 del Partit Colorado (a Artigas i Rivera).

## Resultats
|    | Candidat                                  | Partit                                   | Vots      | %                | Resultat         | Diputats | Senadors |
| 1  | Echegoyen                                 | Partit Nacional (dreta)                  | 241.939   | 24,07            | President        | 51       | 17       |
| -- | ----------------------------------------- | ---------------------------------------- | --------- | ---------------- | ---------------- | -------- | -------- |
| 2  | Ferrer - Serra                            | Partit Nacional (dreta)                  | 230.649   | 22,94            |                  | -        | -        |
| 3  | Cusano                                    | Partit Nacional (dreta)                  | 26.522    | 2,64             |                  | -        | -        |
| 4  | Al lema                                   | Partit Nacional (dreta)                  | 325       | 0,03             |                  | -        | -        |
| 5  | Rodríguez - Correa                        | Partit Colorado (centre)                 | 215.881   | 21,47            |                  | 35       | 12       |
| 6  | Batlle Berres - Pacheco                   | Partit Colorado (centre)                 | 154.110   | 15,33            |                  | -        | -        |
| 7  | W. Fernández                              | Partit Colorado (centre)                 | 8.514     | 0,85             |                  | -        | -        |
| 8  | Regules - Chiarino                        | Unió Cívica de l'Uruguai (dreta)         | 37.625    | 3,74             |                  | 5        | 1        |
| 9  | Frugoni - Ibáñez                          | Partit Socialista (PSU) (esquerra)       | 35.748    | 3,53             |                  | 3        | 1        |
| 10 | Pintos - Michelena                        | Front Esquerra d'Alliberament (esquerra) | 27.080    | 2,69             |                  | 3        | -        |
| 11 | Aguiar - Martineré                        | Unió Demòcrata Reformista (UDR)          | 19.979    | 3,49             |                  | 2        | -        |
| 12 | May - Genta                               | Mov. Renovador                           | 6.325     | 0,63             |                  | -        | -        |
| 13 | Illa - Aicardi                            | P. Classes Passives i Seguretat Social   | 142       | 0,01             |                  | -        | -        |
| 14 | Nogara - Naguil                           | Partit Obrer Revolucionari (esquerra)    | 142       | 0,01             |                  | -        | -        |
| 15 | Roirías - H. Rodríguez                    | Partit Laborista (PL)                    | 52        | 0,01             |                  | -        | -        |
| 16 | Volpe                                     | Partit Obrer Sindical (esquerra)         | 52        | 0,01             |                  | -        | -        |
|    | Total vots vàlids                         |                                          | 1.005.362 | 100              |                  |          |          |
|    | vots anul·lats                            |                                          | -         | -                |                  |          |          |
|    | vots en blanc                             |                                          | -         | -                |                  |          |          |
|    | total vots                                |                                          | 1.005.362 | 100              |                  |          |          |
|    | total dels votants inscrits a les llistes |                                          | 1.410.105 | 29,00% abstenció | 29,00% abstenció | 99       | 31       |